# Hans Sander
Hans Sander (fl. XX secolo) è stato un aviatore e ingegnere tedesco, capo pilota collaudatore presso l'azienda aeronautica Focke-Wulf Flugzeugbau GmbH tra il 1937 e il 1945, prezioso collaboratore dell'ingegnere Kurt Tank nello sviluppo dei modelli di aerei militari dell'azienda tedesca tra i quali il Focke-Wulf Fw 190 e il Ta 152.
Laureatosi presso la facoltà di ingegneria dell'Università Tecnica di Aquisgrana (Rheinisch-Westfälische Technische Hochschule Aachen (RWTH Aquisgrana) nei primi anni trenta, fu il progettista e costruttore dell'FVA-10b Rheinland, aliante realizzato come  tesi di laurea.